# Kaja Rogulj
Kaja Rogulj (ur. 15 czerwca 1986 w Splicie) – chorwacki piłkarz występujący na pozycji obrońcy. Zawodnik szwajcarskiego klubu FC Luzern.

## Kariera klubowa
Rogulj jest wychowankiem chorwackiego zespołu NK BŠK Zmaj Blato. 3 marca 2011 roku, grając w barwach drużyny NK Slaven Belupo, w meczu z Dynamo Zagrzeb brutalnie sfaulował Mario Mandžukicia za co otrzymał czerwoną kartkę, a następnie został zawieszony na dwa mecze i ukarany grzywną w wysokości 700 euro. Tego samego roku, po wygaśnięciu jego kontraktu z chorwackim zespołem, Rogulj podpisał kontrakt z Austrią Wiedeń, z którą zdobył mistrzostwo Austrii w roku 2013. Od sezonu 2014/2015 jest zawodnikiem klubu FC Luzern.
30 października 2017 r. FK Žalgiris Wilno zaprosił nowego członka zespołu.